# 김상천
김상천(金相天, 1999년 12월 17일 ~ )은 대한민국의 바둑 기사이다.

## 약력
광주 출신으로 10세 때 TV를 통해 처음 바둑을 접했고, 2011년 9월부터 한국기원 연구생으로 활동했다. 2018년 12월, 제142회 통합연구생리그 내신 입단을 통해 입단했다. 5일 후 입단한 김상인의 친오빠이다. 2022년 5단으로 승단했다.